# Pineda de la Sierra
Pineda de la Sierra là một đô thị trong tỉnh Burgos, Castile và León, Tây Ban Nha. Theo thống kê năm 2004 (INE), dân số của đô thị này là 127 người.